# جيمس فيرارو
جيمس فيرارو (بالإنجليزية: James Ferraro)‏ هو منتج أسطوانات وملحن وموسيقي أمريكي، ولد في 7 نوفمبر 1986 في روتشستر في الولايات المتحدة.

## وصلات خارجية
- جيمس فيرارو على موقع IMDb (الإنجليزية)
- جيمس فيرارو على موقع ميوزك برينز (الإنجليزية)
- جيمس فيرارو على موقع أول ميوزيك (الإنجليزية)
- جيمس فيرارو على موقع ديسكوغز (الإنجليزية)
- جيمس فيرارو على موقع قاعدة بيانات الفيلم (الإنجليزية)